# Silberner Brotteller
Der Silberne Brotteller ist die höchste Auszeichnung des Deutschen Caritasverbandes (DCV). Damit würdigt er ehren- oder hauptamtlich Mitarbeitende, die sich in hervorragender Weise um Werk und Idee der Caritas verdient gemacht und den DCV maßgeblich gefördert haben. 
Der Brotteller wird in der Regel nur an Persönlichkeiten verliehen, die bereits durch eine Ehrenurkunde, ein Ehrenzeichen in Silber oder in Gold ausgezeichnet wurden.
Der Silberne Brotteller besteht aus Zinn. Er zeigt Christus bei der wundersamen Brotvermehrung und trägt die Inschrift „Christus ist im geteilten Brot – Die Deutsche Caritas in Dankbarkeit“. Im Gegensatz zu vielen anderen Auszeichnungen wird sie nicht an der Kleidung getragen.